# Château de Panessière
Le château de Panessière est un édifice situé à Gennetines, en France.

## Localisation
Le château est situé sur la commune de Gennetines, dans le département de l'Allier, en région Auvergne-Rhône-Alpes. 

## Description
Le château se compose d'un corps de bâtiment en un étage, flanqué sur les côtés de deux ailes à un seul niveau auxquelles des constructions agricoles ont été adjointes sur les façades opposées à la cour d'honneur. Les communs ont été très remaniés, l'élément le plus intéressant est la bergerie en pan de bois.

## Historique
La demeure date du XVIIIe siècle, son architecture est caractéristique du Bourbonnais de cette époque.
L'édifice est inscrit partiellement (façades et toitures du corps de logis principal, bergerie) au titre des monuments historiques en 1979.